# Узкое (Витебская область)
У́зкое (бел. Вузкае) — деревня в Долгопольском сельсовете Городокского района Витебской области.

## География
Узкое расположено на северном берегу озера Кошо, находясь в непосредственной близости от деревень Савостеенки и Сазоненки. Мимо деревни проходит местная автомобильная дорога Н2548 Москаленята–Ковалевцы.

## История
Деревня отображена на карте 1846-1863 годов. До 1923 года в Поташенской волости Городокского уезда. После укрупнения волостей и присоединения к Витебскому уезду оказалась в Городокской волости, с 1924 года – в Городокском районе Витебской области.
В настоящее время числится в списке населённых пунктов, в которых земельные участки предоставляются по результатам аукционов.

## Население
По состоянию на сентябрь 2019 года населения в деревне нет.
| 1999 | 2009 | 2019 |
| ---- | ---- | ---- |
| 3    | ▼ 0  | 0    |